# Maglić, Bački Petrovac
Maglić (izvirno srbsko Маглић) je naselje v Srbiji, ki upravno spada pod Občino Bački Petrovac; slednja pa je del Južnobačkega upravnega okraja.

## Demografija
V naselju živi 2128 polnoletnih prebivalcev, pri čemer je njihova povprečna starost 39,8 let (38,4 pri moških in 41,1 pri ženskah). Naselje ima 904 gospodinjstev, pri čemer je povprečno število članov na gospodinjstvo 2,98.
To naselje je, glede na rezultate popisa iz leta 2002, večinoma srbsko.
|  |

| Demografija | Demografija     | Demografija     |
| Leto        | Št. prebivalcev | Št. prebivalcev |
| ----------- | --------------- | --------------- |
|             |                 |                 |
|             |                 |                 |
|             |                 |                 |
|             |                 |                 |
| 1948        | 8               |                 |
| 1953        | 1157            |                 |
| 1961        | 2180            |                 |
| 1971        | 2226            |                 |
| 1981        | 2571            |                 |
| 1991        | 2732            | 2641            |
| 2002        | 2808            | 2695            |
|             |                 |                 |

| Etnična sestava po popisu iz leta 2002 | Etnična sestava po popisu iz leta 2002 | Etnična sestava po popisu iz leta 2002 | Etnična sestava po popisu iz leta 2002 | Etnična sestava po popisu iz leta 2002 |
| -------------------------------------- | -------------------------------------- | -------------------------------------- | -------------------------------------- | -------------------------------------- |
| Srbi                                   | Srbi                                   |                                        | 2.426                                  | 90,01%                                 |
| Slovaki                                | Slovaki                                |                                        | 101                                    | 3,74%                                  |
| Jugoslovani                            | Jugoslovani                            |                                        | 35                                     | 1,29%                                  |
| Hrvati                                 | Hrvati                                 |                                        | 28                                     | 1,03%                                  |
| Madžari                                | Madžari                                |                                        | 16                                     | 0,59%                                  |
| Makedonci                              | Makedonci                              |                                        | 6                                      | 0,22%                                  |
| Črnogorci                              | Črnogorci                              |                                        | 5                                      | 0,18%                                  |
| Romi                                   | Romi                                   |                                        | 4                                      | 0,14%                                  |
| Bolgari                                | Bolgari                                |                                        | 4                                      | 0,14%                                  |
| Ukrajinci                              | Ukrajinci                              |                                        | 2                                      | 0,07%                                  |
| Nemci                                  | Nemci                                  |                                        | 2                                      | 0,07%                                  |
| Slovenci                               | Slovenci                               |                                        | 1                                      | 0,03%                                  |
| Muslimani                              | Muslimani                              |                                        | 1                                      | 0,03%                                  |
| Albanci                                | Albanci                                |                                        | 1                                      | 0,03%                                  |
| Neznano                                | Neznano                                |                                        | 13                                     | 0,48%                                  |